# Loi sur les fusions et regroupements de communes
Cet article concerne une loi française. Pour un article plus général, voir Fusion (territoire).
« Loi Marcellin » redirige ici.  Pour un article sur le régime fusionnel de l’association, voir Commune associée.
Lire en ligne

Lire sur Légifrance

Loi de réforme des collectivités territoriales (2010)
La loi no 71-588 du 16 juillet 1971 sur les fusions et regroupements de communes est un dispositif législatif français consacré à l’amélioration du procédé de fusion de communes et à l’institutionnalisation à l’échelle départementale d’une commission destinée à la rationalisation de la « coopération intercommunale ».
Le projet de loi est porté dans les assemblées parlementaires par Roger Frey et par Raymond Marcellin — qui prête son nom au texte définitif, dit « loi Marcellin », sous le gouvernement de Jacques Chaban-Delmas et la présidence de Georges Pompidou.

## Antécédents

### Un maillage révolutionnaire
La question de l’amplitude du morcellement municipal remonte à la période de la création des municipalités, sous la Révolution française. Ces dernières sont mises en place par un décret de la Constituante du 12 novembre 1789 ordonnant qu’« il y aura une municipalité dans chaque ville, bourg, paroisse ou communauté de campagne ». Au cours de l’année 1790, à la suite du texte, en plus des entités pouvant prétendre au statut, certains hameaux et succursales religieuses s’érigent en communautés d’habitants, ce qui conduit à ce que le nombre de municipalités créées par le Législateur soit plus important que celui des anciennes villes, bourgs, paroisses et communautés de campagne ; le nombre de communautés est alors évalué à 43 915. « [Subissant] la multiplicité communale », les constituants préfèrent à la rationalité d’un découpage géométrique proposé par Jacques-Guillaume Thouret, le projet de Mirabeau qui consiste à confier aux conseils de département la tâche de tracer les limites administratives des municipalités.
Toutefois, dès l’été 1790, l’assemblée révolutionnaire met en place une législation facilitant la fusion des municipalités. En effet, par les lois des 12 et 20 août 1790 pressant de favoriser le regroupement des très petites communes, les députés préconisent aux entités de moins de 250 habitants de s’associer. En outre, un décret du 14 août 1792 institue la reconnaissance de droits particuliers aux « sections de communes » au sein-même d’une municipalité afin de soutenir les fusions. Cette première tentative de diminution du nombre de communes ne reçoit pas l’écho escompté et se solde par un premier échec,,.
La Constitution de l’an III, entrée en vigueur à compter du 4 brumaire an IV (25 octobre 1795), s’attache à l’allègement du nombre de communes en créant le statut de « municipalité de canton ». Il s’agit, pour les communes de moins de 5 000 habitants de s’incorporer sous ce statut à l’échelle cantonale ; les municipalités de canton sont alors chargées de suppléer les communes de leur circonscription dans leur administration. Sans avoir été réellement appliquée, cette disposition se trouve néanmoins abrogée moins de cinq ans plus tard, sous l’ère napoléonienne, dans le cadre de la loi du 28 pluviôse an VIII qui remanie les divisions administratives de France,,.

### Tentatives d’amélioration des procédés de fusions auXIXesiècle
La Restauration, la monarchie de Juillet et le Second Empire sont des périodes où les tentatives de fusions sont majoritairement recusées par le monde paysan. Les différentes réformes conduisant au perfectionnement du « mécanisme fusionnel » sont elles aussi rejetées.
Sous la Restauration, un projet de loi sur l’organisation des administrations départementales et municipales est présenté par le comte Siméon et le comte de Villèle le 22 février 1821. Œuvre des ultras, il vise à insuffler une première vague de déconcentration de l’État vers les pouvoirs locaux depuis la Révolution en se proposant de supprimer les institutions départementales, de régénérer les provinces et d’autonomiser financièrement la commune. Un « conseil cantonal consultatif », appréhendé comme un périmètre de regroupement, serait également créé. Ce projet est finalement retiré en avril, mais, pour des raisons politiques : il provoque la désunion des royalistes au lieu de les rassembler,.
Tout en confirmant la tutelle de l’État sur les communes, la loi du 18 juillet 1837 leur confie timidement certaines compétences ; à l’état de projet, ce texte est présenté par Alexandre-François Vivien. Du point de vue des regroupements, la loi renforce le statut de la « section de commune », mais la « conférence des maires du canton » est écartée de celle-ci. Aussi, selon celle-ci, le rôle d’autorité concernant les fusions revient au gouvernement, qui est donc chargé de procéder à la suppression des communes.
La Troisième République est quant à elle appréhendée comme une « république au village », malgré des propositions de rénovation du découpage municipal avant 1884.
Léon Gambetta propose une réforme de la commune qui lui permettrait de recouvrer sa liberté et son indépendance. En effet, à la suite de la victoire des républicains aux élections législatives de l’hiver 1876, il est l’auteur — avec François-Marie Le Pomellec — d’un amendement lors d’une séance de la Chambre des députés, le 11 juillet. Considérant l’action de l’État comme une centralisation trop prégnante, il déclare, en septembre 1878 : « Je pense que chacun des corps électifs doit avoir sa sphère d’action parfaitement libre ; je pense que nos communes de France, que je trouve trop petites, devraient être groupées de manière à porter leur existence et leur développement au canton. Le canton, voilà, pour moi, le point de départ d’une réorganisation administrative du pays. » La réforme n’aboutit pas tandis que d’autres projets comme ceux de Gobbet (1882) et de Lennessan (1883) se traduisent également en échec.
À l’inverse, la « charte » du 5 avril 1884 sur l’administration municipale consacre le rôle d’autorité du maire — quelle que soit la taille de la commune en termes de population — et réduit les possibilités de simplification du maillage communal par fusions impulsées par le gouvernement.

### Histoire et cheminement du projet de loi
En 1967, le ministre de l'Intérieur Christian Fouchet a fait préparer par ses collaborateurs un avant-projet de réforme communale. Après avoir été présenté aux associations d'élus locaux fin 1967-début 1968, il a été adopté en conseil des ministres le 24 avril 1969 mais n'a jamais été étudié par le Parlement, à cause des évènements de mai 1968 et de la dissolution de l'Assemblée nationale. Ce projet regroupait les communes dans des secteurs de coopération, où était constitué un syndicat visant à réfléchir si une coopération intercommunale était opportune et si oui, sur quels sujets. Les fusions étaient encouragées dans ce projet et l'organisation des municipalités (compétences du maire, ...) y étaient modernisées.
En juin 1968, Raymond Marcellin est nommé ministre de l'Intérieur et considéra, encouragé par les collaborateurs du général de Gaulle, que ce projet de réforme communale n'allait "pas assez loin" et devait être revu. Il prépara un nouveau projet, finalisé en janvier 1969, prévoyant la fusion des communes très peu peuplées ou ayant un budget très faible, une procédure de fusion des communes à la demande des conseils municipaux et des citoyens, ainsi que la constitution obligatoire de syndicats dotés de compétences propres dans les secteurs de coopération imaginés par Christian Fouchet.La modernisation du cadre municipal proposée par Christian Fouchet était reprise sans changement.
En janvier 1969, le ministre d’État Jean-Marcel Jeanneney a demandé à Raymond Marcellin d'étendre les dispositions de son projet : relèvement des seuils d'habitants et de budget des communes pour la fusion obligatoire de façon à accroitre le nombre de communes à faire fusionner obligatoirement, transformation des cantons en syndicats de coopération intercommunale avec de larges moyens et compétences. Ces projets étaient inachevés lors de la démission du général de Gaulle en avril 1969.
Reconduit au ministère de l'Intérieur lors de l'élection de Georges Pompidou en juin 1969, Raymond Marcellin reprit les positions plus modérées de Georges Pompidou pour son projet et revint aux dispositions travaillées par Christian Fouchet pour le regroupement des communes : l'idée de fusions imposées des communes peu peuplées ou ayant peu de moyens est imposée, l'idée de syndicats intercommunaux imposés par l’État également. Le regroupement volontaire, dans le cadre de syndicats intercommunaux et des fusions, est recherché et encouragé par le préfet, et les procédures de fusions font l'objet d'incitation financières dans la loi du 16 juillet 1971.

## Présentation
La loi s’organise autour de deux axes majeurs. La première partie est consacrée aux dispositions relatives à des procédures de fusion et de regroupement communal ; elle se compose de six articles. Structurée autour de dix-huit sous-parties, le second titre fait état des dispositions tendant à faciliter les fusions de communes.

## Modifications
Différentes parties de la loi Marcellin ont subi des modifications par l’intermédiaire d’autres lois :
- la loi no 72-508 du 23 juin 1972 modifiant l’article premier de la loi no 71-588 sur les fusions et regroupements de communes[α] ;
- la loi d’orientation no 92-125 du 6 février 1992 relative à l’administration territoriale de la République[β] ;
- la loi no 96-142 du 21 février 1996 relative à la partie législative du Code général des collectivités territoriales[γ] ;
- la loi no 2010-1563 du 16 décembre 2010 de réforme des collectivités territoriales[δ] ;
- la loi no 2013-403 du 17 mai 2013 relative à l’élection des conseillers départementaux, des conseillers municipaux et des conseillers communautaires, et modifiant le calendrier électoral[ε] ;
- la loi no 2016-1500 du 8 novembre 2016 tendant à permettre le maintien des communes associées, sous forme de communes déléguées, en cas de création d’une commune nouvelle[ζ].

## Bilan

### Création de communes associées et processus de fusions
Au 1er janvier 1972, douze fusions sont effectuées sous le régime de l’association, provocant la suppression de vingt-sept communes et la création de dix-huit communes associées :
- Ambrières-les-Vallées, issue de l’association de Cigné et de La Haie-Traversaine à Ambrières-le-Grand (2 700 habitants au recensement de 1968) ;
- Buis-sur-Damville, issue de l’association de Boissy-sur-Damville et de Créton à Morainville-sur-Damville (440 habitants) ;
- Canet-en-Roussillon-Saint-Nazaire, issue de l’association de Saint-Nazaire à Canet-en-Roussillon (4 364 habitants en 1968) ;
- Cesny-aux-Vignes-Ouézy, issue de l’association d’Ouézy à Cesny-aux-Vignes (357 habitants au recensement de 1968) ;
- Le Genest-Saint-Isle, issue de l’association de Saint-Isle au Genest (868 habitants au recensement de 1968) ;
- Lignières-Orgères, issue de l’association d’Orgères-la-Roche à Lignières-la-Doucelle (986 habitants au recensement de 1968) ;
- Mâcon, issue de l’association de Saint-Jean-le-Priche et de Sennecé-lès-Mâcon à Mâcon (34 053 habitants au recensement de 1968) ;
- Mont, issue de l’association d’Arance, de Gouze et de Lendresse à Mont (821 habitants au recensement de 1968) ;
- Montreuil-Poulay, issue de l’association de Poulay à Montreuil (502 habitants au recensement de 1968) ;
- Saint-Laurent-Nouan, issue de l’association de Nouan-sur-Loire à Saint-Laurent-des-Eaux (2 327 habitants au recensement de 1968) ;
- Vernou-la-Celle-sur-Seine, issue de l’association de La Celle-sur-Seine à Vernou-sur-Seine (1 061 habitants au recensement de 1968) ;
- Vievy-le-Rayé, issue de l’association de La Bosse et d’Écoman à Vievy-le-Rayé (618 habitants au recensement de 1968).

En 1989, les différents plans départementaux des fusions et regroupements de communes ont soumis 3 682 proposions de fusions concernant 10 143 communes, soit 6 461 suppressions. Cependant, le nombre de fusions opérées ne s’élève qu’à 833 ; bien qu’entraînant la suppression d’environ 1 250 entités (soit 3,4 % du maillage communal national), la loi Marcellin est considérée comme un « échec » dès la fin des années 1980, alors que près de 20 000 subdivisions municipales sont dissoutes en Europe entre 1968 et 1975.

### Persistance du statut dans le droit
En décembre 2010, l’article 21 de la loi de réforme des collectivités territoriales abroge le statut de l’association pour lui substituer celui de la commune nouvelle. Toutefois, pour les communes ayant subi une fusion sous ce régime avant le 17 décembre 2010, les règles de la loi Marcellin restent applicables. En outre, le texte offre deux autres possibilités à ces entités : transformer la fusion en commune nouvelle et permettre la création d’une commune déléguée à la place de celle qui a été associée, ou bien, faire d’un regroupement une fusion simple, entraînant la suppression des communes associées. Ces changements sont proposés au préfet dans le cadre d’un conseil municipal à majorité renforcée des deux-tiers ou par demande du tiers des électeurs inscrits dans la portion de territoire concernée. Des dispositions de la loi, notamment celles rectifiant la loi Marcellin, sont précisées dans le cadre d’un décret du 30 janvier 2012, dit « relatif à la mise en œuvre de diverses dispositions de la loi de réforme des collectivités territoriales ».
La loi relative à l’amélioration du régime de la commune nouvelle du 16 mars 2015, qui souhaite également encourager les fusions de communes par l’intermédiaire de l’incitation financière,, soulève de nouveau des interrogations sur le sort du statut des communes associées, oscillant entre maintien ou suppression selon les points de vue. Issue d’une proposition du sénateur Bruno Sido (LR), la loi tendant à permettre le maintien des communes associées, promulguée le 9 novembre 2016, tranche à la faveur du maintien ; elle vise notamment à la préservation des communes associées sous la forme de communes déléguées en cas de création ou d’extension d’une commune nouvelle.

### Sources
- Journal officiel de la République française (sur Légifrance)

1. ↑  « Loi no 72-508 du 23 juin 1972 modifiant l’article premier de la loi no 71-588 sur les fusions et regroupements de communes », Journal officiel de la République française,‎ 25 juin 1972 (lire en ligne [PDF]).
2. ↑  « Loi d’orientation no 92-125 du 6 février 1992 relative à l’administration territoriale de la République », Journal officiel de la République française,‎ 8 février 1992 (lire en ligne [PDF]).
3. ↑  « Loi no 96-142 du 21 février 1996 relative à la partie législative du Code général des collectivités territoriales », Journal officiel de la République française,‎ 24 février 1996 (lire en ligne [PDF]).
4. ↑  « Loi no 2010-1563 du 16 décembre 2010 de réforme des collectivités territoriales », Journal officiel de la République française,‎ 17 décembre 2016 (lire en ligne [PDF]).
5. ↑  « Loi no 2013-403 du 17 mai 2013 relative à l’élection des conseillers départementaux, des conseillers municipaux et des conseillers communautaires, et modifiant le calendrier électoral », Journal officiel de la République française,‎ 18 mai 2013 (lire en ligne [PDF]).
6. 1 2  « Loi no 2016-1500 du 8 novembre 2016 tendant à permettre le maintien des communes associées, sous forme de communes déléguées, en cas de création d’une commune nouvelle », Journal officiel de la République française,‎ 9 novembre 2016 (lire en ligne [PDF]).
7. ↑  « Décret no 2012-124 du 30 janvier 2012 relatif à la mise en œuvre de diverses dispositions de la loi no 2010-1563 du 16 décembre 2010 de réforme des collectivités territoriales », Journal officiel de la République française,‎ 31 janvier 2012 (lire en ligne [PDF]).